# Mary Grigson
Alison Mary Grigson (ur. 23 czerwca 1971 w Wellington) – australijska kolarka górska pochodzenia nowozelandzkiego, srebrna medalistka mistrzostw świata.

## Kariera
Największy sukces w karierze Mary Grigson osiągnęła w 2001 roku, kiedy reprezentacja Australii w składzie: Sid Taberlay, Mary Grigson, Trent Lowe i Cadel Evans zdobyła srebrny medal w sztafecie cross-country podczas mistrzostw świata w Vail. Na rozgrywanych rok później igrzyskach Wspólnoty Narodów w Manchesterze zdobyła indywidualnie brązowy medal w cross-country. Ponadto trzykrotnie zdobywała mistrzostwo Australii: w 2000, 2001 i 2002 roku. W 1996 roku wystąpiła na igrzyskach olimpijskich w Atlancie, gdzie rywalizację w cross-country zakończyła na piętnastej pozycji. Na rozgrywanych cztery lata później igrzyskach w Sydney w tej samej konkurencji była szósta.
W 2003 roku zakończyła karierę.